# Christian Früchtl
Christian Früchtl (* 28. Januar 2000 in Bischofsmais) ist ein deutscher Fußballtorwart. Er steht seit der Saison 2024/25 bei der US Lecce unter Vertrag. Von 2015 bis 2019 spielte er für DFB-Nachwuchsnationalmannschaften.

## Karriere

### Vereine

#### Jugend beim FC Bayern
Früchtl begann als Jugendspieler beim Fußballverein seiner niederbayerischen Heimatgemeinde Bischofsmais, dem SV Bischofsmais. 2011 wechselte er nach einer landesweiten Sichtung und auf Empfehlung des Bayerischen Fußball-Verbandes (BFV) zur SpVgg Grün-Weiß Deggendorf, einem BFV-Nachwuchsleistungszentrum, das auch DFB-Stützpunkt ist. 2012 spielte er bereits für die Regionalauswahl, 2014 rückte er in den BFV-Förderkader auf.
2014 erhielt Früchtl einen bis zum 30. Juni 2018 laufenden Vertrag beim FC Bayern München und spielte zunächst für die C1-Junioren (U15) in der C-Junioren-Regionalliga Süd. In den Jahren 2015 bis 2017 durchlief er die B2-Junioren (U16), B1-Junioren (U17) und A-Junioren (U19). In der Saison 2016/17 wurde er dabei mit der U17 deutscher B-Junioren-Meister. Das Saisonfinale verpasste Früchtl allerdings wegen eines im April 2017 zugezogenen Risses des Syndesmosebandes, woraufhin er operiert werden musste.

#### Erste Profierfahrungen
Nachdem er im Dezember 2015 als 15-Jähriger bereits seinen ersten Einsatz für die U19 in der UEFA Youth League absolviert hatte, wurde er aufgrund seiner Leistungen kurz darauf vom Trainer der Profiabteilung, Pep Guardiola, zum Winter-Trainingslager der Profi-Mannschaft vom 6. bis 12. Januar 2016 nach Doha (Katar) mitgenommen. Dort trainierte er zusammen mit den Profis an der Seite des Stammtorhüters Manuel Neuer. Um am Trainingslager teilnehmen zu können, bedurfte es einer Sondererlaubnis seiner Schule. Früchtl ist damit der jüngste Spieler, der bisher an einem Trainingslager der Profimannschaft des FC Bayern München teilgenommen hat.
Ab der Saison 2017/18 war er Teil des Profikaders beim FC Bayern München. Seinen ersten nationalen Einsatz in der Profimannschaft hatte er im Finale des Telekom-Cups am 15. Juli 2017. Seinen ersten internationalen Einsatz in der Profimannschaft hatte er vier Tage später bei einem Turnier im Rahmen des International Champions Cup in China, als er in Shanghai im Spiel gegen den FC Arsenal zur zweiten Halbzeit eingewechselt wurde. Das Spiel verlor der FC Bayern im Elfmeterschießen trotz eines von Früchtl gehaltenen Elfmeters.
In der zweiten Mannschaft des FC Bayern in der Regionalliga Bayern wechselte er sich zunächst mit Leo Weinkauf im Tor ab, nach dessen Wechsel mit Ron-Thorben Hoffmann, der ebenfalls im Kader der ersten Mannschaft stand. Ende Februar 2018 verlängerte er seinen im Juni auslaufenden Vertrag um zwei Jahre bis zum 30. Juni 2020.
Nach dem Aufstieg der Bayern-Amateure in die 3. Liga zur Saison 2019/20 ging Früchtl als erster Torwart mit der Mannschaft in die Spielzeit. Gleich im ersten Saisonspiel, dem 1:3 bei den Würzburger Kickers, stand er zwischen den Pfosten. Sein Vertrag beim FC Bayern wurde bereits vor der Winterpause bis zum Jahr 2022 verlängert. Ab dem 30. Spieltag setzte Cheftrainer Hoeneß wieder auf Hoffmann, am Saisonende wurden beide mit der Mannschaft Drittligameister, was bislang noch keiner Zweitvertretung eines Profiklubs gelungen war.
Als Mitglied der ersten Mannschaft wurde Früchtl ohne Einsatz 2018, 2019 und 2020 deutscher Meister, 2019 und 2020 DFB-Pokal-Sieger sowie 2017 und 2018 DFL-Supercup-Sieger.

#### 1. FC Nürnberg
Zur Saison 2020/21 wurde Früchtl gemeinsam mit seinem Teamkameraden Sarpreet Singh für ein Jahr an den Zweitligisten 1. FC Nürnberg verliehen, um Spielpraxis auf höherem Niveau zu erhalten. Der Transfer wurde offiziell nach dem Finalturnier der Champions League Ende August durchgeführt; bis dahin trainierte er per Gastspielerlaubnis beim 1. FC Nürnberg. Daher wurde Früchtl auch Champions-League-Sieger. Im Laufe der Saison konnte er sich jedoch nicht gegen Christian Mathenia durchsetzen und kam zu keinem Pflichtspiel für den Club. Anschließend verließ er den Verein mit seinem Vertragsende.

#### Rückkehr nach München
Zur Saison 2021/22 kehrte Früchtl zum FC Bayern zurück. Dort war er hinter Manuel Neuer und Sven Ulreich der dritte Torhüter. Ende September 2021 verlängerte der Torhüter seinen Vertrag um ein Jahr bis zum 30. Juni 2023. Am 14. Mai 2022 (34. Spieltag) gab er mit Einwechslung für Manuel Neuer in der 81. Minute beim 2:2-Unentschieden im Auswärtsspiel gegen den VfL Wolfsburg sein Bundesligadebüt. Dies sollte zugleich sein einziger Pflichtspieleinsatz für die Bayern bleiben.

#### FK Austria Wien
Zur Saison 2022/23 wechselte Früchtl zum österreichischen Bundesligisten FK Austria Wien, bei dem er einen bis Juni 2025 datierten Vertrag erhielt. In Wien ersetzte er den österreichischen Nationaltormann Patrick Pentz, der nach neun Jahren bei der Austria seinen Vertrag nicht mehr verlängerte. In seiner ersten Spielzeit bei der Austria kam er in allen 32 Bundesligaspielen zum Zug, in der Saison 2023/24 absolvierte er 29 Partien.

#### US Lecce
Nach zwei Jahren in Österreich wechselte Früchtl zur Saison 2024/25 nach Italien zur US Lecce, bei der er einen bis 2027 laufenden Vertrag erhielt.

### Nationalmannschaft
Im August 2014 wurde Früchtl in den Kader der deutschen U15-Nationalmannschaft berufen. Sein einziges Spiel für diese Mannschaft bestritt er im Mai 2015 gegen die U15 der Niederlande. In einem Freundschaftsspiel gegen die österreichische U16-Nationalmannschaft debütierte er im Oktober 2015 für die U16-Nationalmannschaft, für die er insgesamt fünf Spiele absolvierte, darunter im Februar 2016 zwei Spiele beim UEFA Under-16 Development Tournament, einem jährlich stattfindenden Vierländerturnier in Portugal. 2017 qualifizierte er sich mit der U17-Nationalmannschaft für die Endrunde der U17-Europameisterschaft, die er verletzungsbedingt verpasste. Im September 2017 gab Bayern München ihn wegen der Verletzung des Stammtorhüters Manuel Neuer nicht für die U17-Weltmeisterschaft in Indien frei. Ab Anfang November 2017 nahm er am Trainingslager der U18-Nationalmannschaft auf Zypern teil. Im Dezember 2017 spielte Früchtl erstmals für die U18 und absolvierte im März 2018 ein weiteres Spiel mit der U18 des DFB gegen Frankreich.
In der Folge spielte Früchtl zweimal für Deutschlands U19, unter anderem in der Qualifikation zur EM 2019, für die sich die deutsche Mannschaft jedoch nicht qualifizieren konnte. Sein Debüt für die U20-Nationalmannschaft gab er am 5. September 2019 in Halle (Saale) beim 4:2-Sieg im Testspiel gegen die Nationalmannschaft Tschechiens.

## Erfolge
- Champions-League-Sieger: 2020 (ohne Einsatz)
- Deutscher Meister: 2018, 2019, 2020 (alle ohne Einsatz), 2022
- DFB-Pokal-Sieger: 2019, 2020 (beide ohne Einsatz)
- Meister der 3. Liga: 2020
- Aufstieg in die 3. Liga: 2019
- Meister der Regionalliga Bayern: 2019
- DFL-Supercup-Sieger: 2017, 2018 (beide ohne Einsatz)
- Deutscher B-Junioren-Meister: 2017

## Sonstiges
Früchtl wuchs in Bischofsmais im Bayerischen Wald auf und hatte bereits als 15-Jähriger eine Körpergröße von 1,90 m.